# Roy Eldridge
Roy Eldridge – »Little Jazz«, (Pittsburgh, Pennsylvania, 1911. január 30. – New York, 1989. február 26.) amerikai trombitás.
Pittsburgh-i születésű trombitás, Roy Eldridge, akit csak „Little Jazz”-ként emlegettek, az egyik legfontosabb figurája volt a trombitálás történetének. A „Középnyugat” együtteseivel kezdett játszani, és a '30-as évek közepétől az '50-es évekig a jazz legnagyobb zenekaraiban (Fletcher Henderson, Gene Krupa, Benny Goodman) játszott és saját együttesét is vezette. A swing-korszak úttörőjeként volt rendkívüli hatása volt a bebop stílus számára, mint például Dizzy Gillespiere és Charlie Parkerra is.

## Diszkográfia
- At the Half Note (2017)
- The Verve Collection (2017)

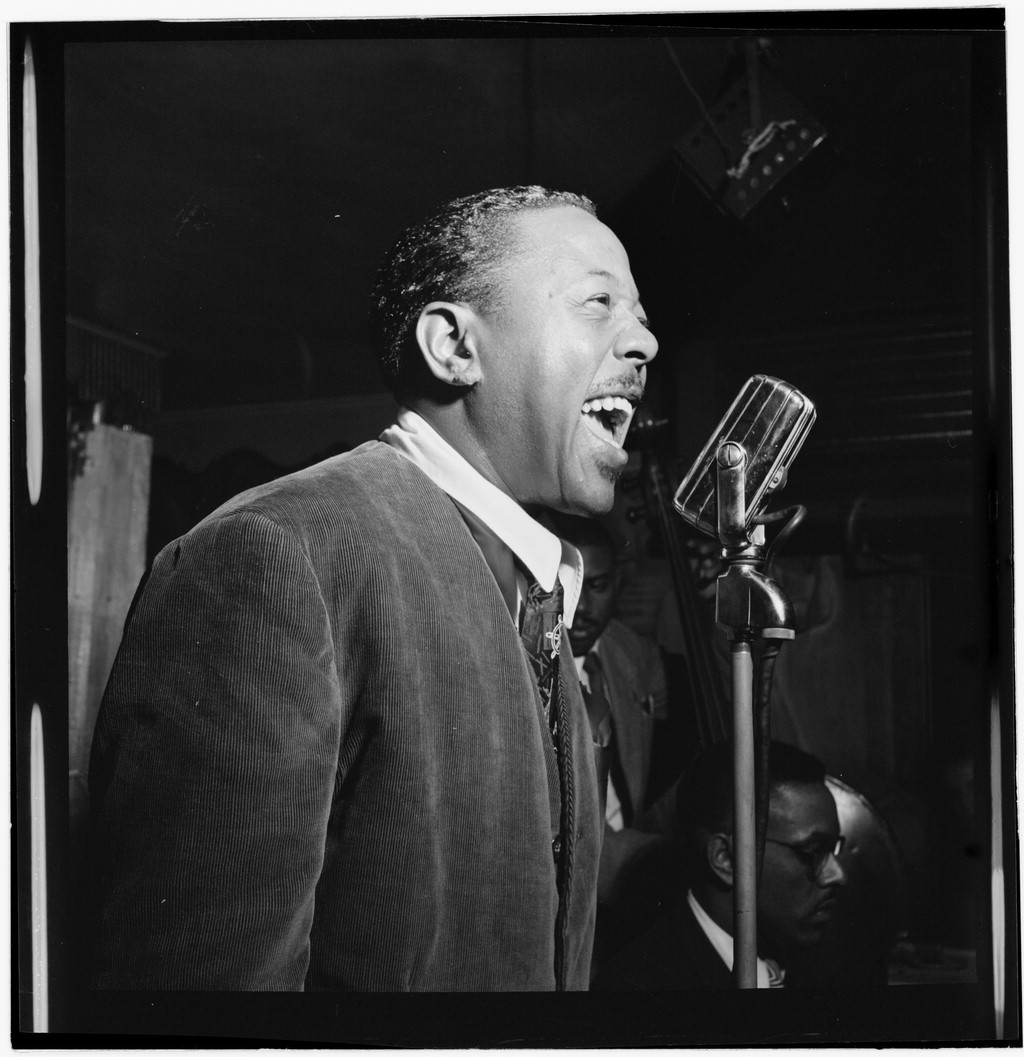
Roy Eldridge 1946-ban

- Live in Paris: Jazz at the Philharmonic 1958-1960 (2016)
- Among Legends (2014)
- Alreet (2014)
- Jazz Icons From the Golden Era: Roy Eldridge (2013)
- Live in Stockholm 1957 (2013)
- That's What I'm Here For (2012)
- String Along With Roy Eldridge (2011)
- J.A.T.P. Live at Carnegie Hall (2009)
- Echoes of Paris (2008)
- Live in Stockholm 1957 (2006)
- Roy Eldridge [Membran] (2005)
- Me and You Blues (2005)
- Roy Eldridge & Dizzy Gillespie (2005)
- Little Jazz: Trumpet Giant (2004)
- Little Jazz Giant (2004)
- Dale's Wail [Proper] (2004)
- Gasser (2004)
- King David in Paris... And Stockholm, Too (2004)